# 기센 대학교
유스투스 리비히 기센 대학교(Justus-Liebig-Universität Gießen)는 독일 헤센주의 기센에 위치한 공립 대학교이다. 프로테스탄트 대학교인 마르부르크 대학교가 1605년 칼뱅주의를 표방함에 따라, 헤센-다름슈타트의 방백 루트비히 5세가 이에 대항해서 1607년에 루터교 대학교로 설립했다. 1945년까지 그의 이름을 딴 루트비히 대학교라고 불렸다. 기센은 도시 인구의 45% 가 대학생으로 구성되어 있어 독일에서 가장 대학생의 비율이 높은 도시이다.